# Montreal Locomotive Works
Die Montreal Locomotive Works, abgekürzt MLW, waren ein kanadischer Hersteller von Lokomotiven und anderen Eisenbahnfahrzeugen. Das 1883 gegründete Unternehmen hatte seinen Sitz in Montreal, Quebec. Es wurde 1975 von Bombardier Transportation übernommen. Der Name verschwand 1985, der Lokomotivbau wurde am Standort 1993 eingestellt.

## Geschichte

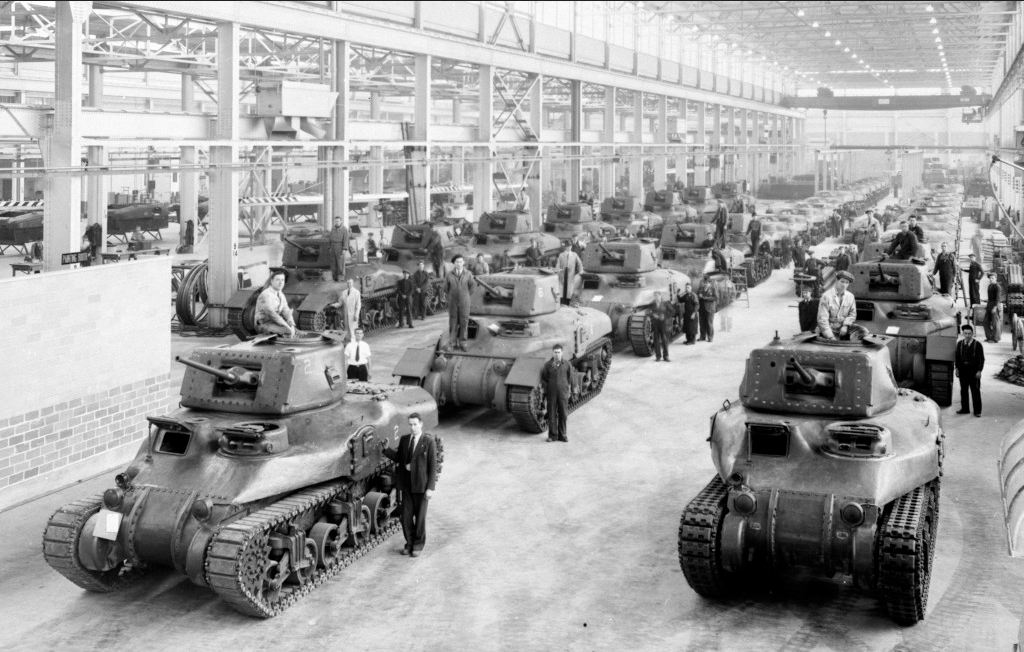
Von MLW hergestellte Ram-Panzer.

Die MLW wurde 1883 als Locomotive & Machine Company of Montreal gegründet. Das Unternehmen baute Dampflokomotiven für die kanadischen Eisenbahnen, hauptsächlich für die Canadian Pacific Railway (CP), die Grand Trunk Railway (GTR) und die Intercolonial Railway, ab 1922 auch für die Canadian National Railway (CN).
Das Unternehmen wurde 1904 von ALCo aufgekauft, um Zugang zum kanadischen Markt zu erhalten. Die amerikanischen Unternehmen waren damals vom kanadischen Markt ausgeschlossen, weil Zölle zum Schutz der eigenen Industrie erhoben wurden. Fortan wurden ALCo-Dampflokomotiven für die kanadischen Bahnen hergestellt, das Unternehmen wurde erst später in Montreal Locomotive Works (MLW) umbenannt und zu einer der wichtigsten Lokomotivfabriken in Kanada. Während des Zweiten Weltkriegs wurden vor allem Lokomotiven für Canadian National und für die Alliierten gebaut. Weiter wurden diese mit Ram-Panzer und Sexton-Panzerhaubitze beliefert.
Bereits 1940 wurde die Fertigung von Diesellokomotiven aufgenommen. Erstes Modell war die 1941 ausgelieferte Rangierlokomotive S1, der weitere Modelle folgten. Das S in der Modellbezeichnung steht für Switcher ‚Rangierlokomotive‘. Nach dem Zweiten Weltkrieg wurde 1947 auch die Fertigung von Roadswitchern aufgenommen. Diese Bezeichnung wurde für Lokomotiven verwendet, die sowohl im Streckendienst, wie im Rangierdienst eingesetzt werden konnten. Sie trugen die Bezeichnung RS gefolgt von einer laufenden Nummer. Das erste Modell, das in Montreal gefertigt wurde, war die RS2. Ab 1950 wurden auch die zusammen mit General Electric entwickelten FA-Diesellokomotiven gebaut, die für den Streckendienst vorgesehen waren.
Interessanterweise zeigten die kanadischen Bahnen an den ALCo-Produkten mehr Interesse als die amerikanischen Bahnen. So waren einige Modelle der Roadswitcher-Familie nur in Kanada erhältlich. Ebenso wurden die FA-Lokomotiven in Kanada weiterhin gebaut, auch nachdem der Vertrieb in den USA 1953 eingestellt worden war. MLW lieferte bis Ende der 1950er-Jahre FP-4-Lokomotiven an die CN. Diese hatten allerdings den neueren ALCo 251-Motor und nicht den unzuverlässigen ALCo 244-Motor, der in den USA dafür sorgte, dass viele Bahnen das Vertrauen in ALCo verloren hatten.
Ab 1963 wurde die RS-Familie von den Century-Modellen abgelöst, MLW baute davon nur zwei Versionen: die vierachsigen C424 und die sechsachsigen C630, beide Modelle wurden sowohl von der CN wie auch von der CP gekauft.
Nachdem ALCo den Lokomotivbau 1968 eingestellt hatte, erwarb MLW alle Konstruktionsunterlagen der Muttergesellschaft und produzierte alleine weiter. Von 1970 bis 1980 entstand eine eigene Reihe von Modellen, die eigentlich nur Century-Modelle mit einem neuen Namen waren. Diese Lokomotiven hießen M424, M420, M640, M630 und M636.
1975 wurden MLW von Bombardier übernommen, welche ein Jahr zuvor den Eisenbahnhersteller Bombardier Transportation gegründet hatte und die MLW nutzen wollte, um in den Lokomotivmarkt einzutreten. In den frühen 1980er-Jahren wurde der Name Montreal Locomotive Works nicht mehr verwendet. Bombardier versuchte erfolglos Diesellokomotiven unter eigenem Namen zu verkaufen, stellte aber deren Fertigung 1985 ein. Das alte MLW Werk wurde an General Electric (GE) verkauft, welche es bis 1993 noch für Umbauten und Revisionen nutzte, 2004 wurde es vollständig abgerissen.